# Курвил сюр Йор
Курвѝл сюр Йор (на френски: Courville-sur-Eure) е град в северна Франция, част от департамент Йор е Лоар на регион Център-Вал дьо Лоар. Населението му е около 2 900 души (2017).
Разположен е на 252 метра надморска височина в Парижкия басейн, на 18 километра западно от Шартър и на 93 километра югозападно от Париж. Селището съществува от Средновековието, когато е център на кастеланство.

## Известни личности
Родени в Курвил сюр Йор
- Шарл-Франсоа Панар (1689 – 1765), писател